# Versione beta
La versione beta, in informatica, è una versione di un software non definitiva, ma già testata dagli esperti, che viene messa a disposizione di un numero maggiore di utenti, confidando proprio nelle loro azioni imprevedibili che potrebbero portare alla luce nuovi bug o incompatibilità del software stesso.

## Beta testing
Il beta testing (o verifica beta) si riferisce invece ad una fase di prova e collaudo del software non ancora pubblicato, con lo scopo di trovare eventuali errori (bug). Questa operazione può essere svolta da professionisti specializzati, oppure, molto spesso, da semplici amatori, chiamati beta tester. La loro importanza è legata, oltre al test dei sistemi operativi, anche ai programmi minori poiché tendono a comportarsi diversamente in base all'hardware sul quale vengono eseguiti, per cui conviene avere la possibilità di provarli su più hardware differenti.

## Descrizione
Con la diffusione di Internet si è diffuso il beta testing da parte di utenti non professionisti (in genere gli stessi che userebbero il software una volta completo). La distribuzione della versione beta del software può essere ristretta ad un piccolo numero di persone oppure accessibile a tutti, a seconda dei casi.
Gli utenti ricevono il software senza alcuna garanzia e segnalano al produttore i difetti incontrati. Ciò facilita molto il lavoro del produttore, perché molti bug sono difficili da scoprire e si rivelano solo in casi particolari, ed è più facile che essi vengano a galla quando le persone che provano il software sono migliaia. La ricerca di beta tester su Internet, tuttavia, non risulta affatto facile dato che spesso per testare un programma si necessita di conoscenze informatiche e di programmazione non comuni all'utente medio.
Va sottolineato che generalmente con "versione beta" si intende un software potenzialmente instabile, quindi, benché spesso vengano rilasciati a basso prezzo o addirittura gratis, sarebbe buona norma non fondare i propri sistemi di lavoro su software in versione beta, o almeno passare alla versione completa e stabile appena è disponibile. Tuttavia anche gli utenti che collaudano il software ne hanno un vantaggio, perché non di rado le versioni beta sono abbastanza funzionanti da fare tutto ciò che gli utenti desideravano dal software completo, e possono così ottenere il programma gratis e in anticipo.
Alla fine del beta testing, il programma è considerato completo e distribuibile. Si parlerà quindi, a questo punto, di versione build. Se si tratta di software commerciale, non è detto che i beta tester ricevano una copia gratuita del software.
Se si trovano errori dopo la commercializzazione, il produttore pubblica patch o nel caso di molti errori, un service pack.